# Capela de Nossa Senhora dos Anjos (Ponta do Sol)
A Capela de Nossa Senhora dos Anjos situa-se na freguesia dos Canhas, no concelho da Ponta do Sol. Foi construída no século XV e posteriormente restaurada no século XIX, é uma capela de estilo maneirista de planta regular.
Pela Madeira passaram vários povoadores entre eles da Galiza que fixaram-se principalmente na zona da Ponta do Sol ficando conhecida pela zona de galegos até existe “documentos quinhentistas[1]” onde encontramos informação com termos “levadas dos galegos e “ lombada dos galegos”.
Esta zona de galegos era conhecida por realizar milagres e foi assim que foi pedido para erguer no local uma ermida daquela invocação.

## Fundação
Existe opiniões contraditórias sobre a data da fundação da capela dos Anjos.
A primeira opinião do “Dr. Álvaro Rodrigues de Azevedo foi fundada em 1508[2]” por Martim Afonso e sua esposa Isabel Afonso que instituiu um morgadio em favor de seu filho Diogo Martins “duque de Viseu e senhor da ilha em Santa Maria dos Anjos”[3]
Outra contradição e que foi fundada ainda mais cedo 1474 conforme Padre António Cordeiro “ Historia Insulana das Ilhas a Portugal por D Beatriz viúva de D Fernando, 2º senhor da Ilha.
Henrique Henrique de Noronha é da mesma opinião que foi fundada junto ao mar por disposição da infanta D Brites mãe do rei D Manuel e que tinha uma imagem de Nossa Senhora dos Anjos com fama de ser milagreira assim constava uma Provisão da dita senhora a 20 Maio 1474.
Existe um documento da sua obra e que transcreve a provisão (ibidem p.482)
Carta da Infante D Brites, sobre se fazer a Igreja de Santa Maria dos Anjos
“Juízes Vereadores, Procuradores, e homens bons da Vila do Funchal. A infante Dona Brites etc. vos faco saber que por alguns moradores desta Ilha me foi informado, como em Santa Maria dos Anjos, que esta perto da Ponta do Sol, em terra dos Galegos, aconteceram alguns evidentes milagres, pelos quais, e por serviço de Deus, Alguns homens tomaram devoção de fazerem a dita casa pedindo-me por merce, que mandasse que os ditos galegos desocupassem a dita terra; e visto por mim seu requerimento, e algumas razoes que por serviço de Nosso Senhor, me moveram, a mim praz que da dita terra se tome aquela que bastar para o assentamento da ermida, e para o ermitão que ai estiver se poder governar, e fazer latada e pomar e seu circuito conveniente a outra terra que sobejar fique aos ditos seus donos, para nela fazerem seu proveito, contanto que não tragam para ai cabras, nem ovelhas, nem porcos, porque destruirão as benfeitorias da dita ermida; e a terra que assim para o que e dito lhe for tomada, será avaliada por dois homens bons juramentados, e o concelho lhe pague o preço em que for avaliada, o que uns e outros assim cumpri, sem outro algum embargo. Feita em Évora aos 20 dias de Maio. Luís de Atouguia o fez, ano de 1474”[4] (A freguesia dos Canjas, Um olhar da História, Gabriel de Jesus Pita, 2011: 181)
Este documento indica ainda que na altura no sítio dos Anjos existia uma eremita Franciscano numa furna cavada na rocha em que o povo socorria à procura de milagres.
Foi solicitado que fosse erguida “em terreno de galegos ali residentes uma ermida a Nossa Senhora dos Anjos a D Beatriz tutora”[5] Do terreno (1474) visto seu filho D Diogo 3º ainda não ser maior de idade na altura.

## Tutores do terreno
D Beatriz tutora do terreno (1474) visto seu filho D Diogo 3º ainda não ser maior de idade.
           Presume-se que a capela ficou pertencendo a paróquia dos Canhas e contigua a freguesia da Ponta do Sol por volta de 1577 e ainda existe um recenseamento de 1598 que refere que “achava-se incorporada na freguesia dos Canhas”[:Ficheiro:///F:/Nossa Senhora dos Anjos original para entregar.docx#%20ftn6 [6]]
Em 1892 a proprietária de então foi a pianista e cantora de ópera Júlia de Atouguia de Franca Neto.
A capela foi vendida com os terrenos próximos em 1924 que estava na posse de José da Silva Gaspar a Francisco Rocha de Gouveia.
Em 1978 o proprietário era Nicolau Artur Coelho da Vera Cruz.

## Recuperações da capela
Os terrenos circundantes e a capela passaram em 1508 ao morgadio Martim Afonso e um terço a seu filho Diogo Martins de Canhas que terá reconstruido a capela que presumivelmente encontrava-se em ruínas.
           A capela foi novamente restaurada em 1892 pela proprietária cantora de ópera e pianista Júlia de Atouguia de Franca Neto (1826 – 1903).
           Em 1955 Francisco Rocha de Gouveia seu proprietário efectuou algumas alterações.
           Novas obras de restauro (altar, retábulo e a repintura das imagens de Nossa Senhora dos Anjos e Nossa Senhora do Desterro) foram efetuadas em 2001 pelo seu dono de então Francisco de Gouveia com acompanhamento da Direção Regional dos Assuntos Culturais.

## Referência da existência da Igreja
“Há nesta freguesia uma ermida de Nossa Senhora dos Anos que, tirando ser pequena, e uma rica casa com um retábulo pequeno e fresco e bem ornado, junto da qual esta uma fresca fonte, debaixo de uns seixos, ante uns canaviais de açúcar de mui formosas cana”[7]
           Frei de Agostinho de Santa Maria, no século Manuel Gomes Freire, (1642-1728), frade da Ordem dos Agostinhos Descalços, na sua obra Santuário Mariano, sobre o culto a Nossa Senhora em Portugal e nos destinos da diáspora portuguesa, também se refere a capela de Nossa Senhora dos Anjos.

## Características da Capela
Cantaria e a porta actual da capela aparentam ser do século XVII.
A capela tem no seu domínio três imagens: Sagrado coração de Jesus (século XX), Nossa Senhora dos Anjos em madeira (século XIX) e Nossa Senhora do Desterro também em madeira (século XVI provavelmente).
           “A imagem que ali se venera era de grande devolução dos fiéis, consagrando-lhe Dr Agostinho de Santa Maria um capítulo no vol. X do seu. Santuário Mariano.”[:Ficheiro:///F:/Nossa Senhora dos Anjos original para entregar.docx#%20ftn8 [8]]

## Data celebração
No dia 1 Novembro todos os anos fazem a celebração da festa de Nossa Senhora dos Anjos com uma procissão com a ajuda de várias pessoas locais, incluído a expensas de um grupo de festeiros da freguesia.